# Ophiarachnella capensis
Ophiarachnella capensis is een slangster uit de familie Ophiodermatidae.
De wetenschappelijke naam van de soort werd in 1888 gepubliceerd door Francis Jeffrey Bell.